# Ambrogino d'oro (festival)
L'Ambrogino d'oro è stata una rassegna di canzoni per bambini, ideata a Milano nel 1964 da Tony Martucci, Giuseppe Radaelli e Pier Emilio Bassi. Dal 1964 al 1984 si tenne prima al Teatro dell'Arte alla Triennale, poi al Centro Culturale Rosetum, poi al Palalido, con il patrocinio del Comune di Milano, trasmesso in diretta dalle telecamere di Rai 2. Ogni anno il disco contenente i brani partecipanti veniva pubblicato da un'etichetta discografica diversa (Ariston, Carosello records, etc.).
Delle tante canzoni che hanno partecipato all'Ambrogino, una in particolare ha lasciato il segno: L'elefante gay, scritta da Gianni Greco e cantata dalla piccola Erika Mannelli, che resta un caso unico al mondo, essendo la sola canzone per bambini e cantata da una bambina che tratti l'argomento omosessualità. Arrivò in finale non senza polemiche nell'edizione del 1984. Dopo aver attraversato varie generazioni diventando un cult nel suo genere, sull'onda della rinnovata popolarità datale dal web e da varie trasmissioni radiofoniche satiriche nazionali, nel 2005 L'elefante gay fu incisa anche da Platinette. Nell'estate del 2023, dopo quasi 40 anni, nella sua versione originale è diventata un tormentone social.
Col passare del tempo le vicende della manifestazione si complicarono per diversi motivi e il concorso venne interrotto nel 1985.
Dal 2006 l'Ambrogino d'oro è tornato di nuovo ad esistere e si è svolto puntualmente a Milano il 7 e 8 dicembre di ogni anno (fino al 2011) presentando ogni volta nuove canzoni per bambini.

## Nuove edizioni dell'Ambrogino d'oro
- 2006 Coro: Piccoli Cantori di Milano diretto da Laura Marcora - Conducono: Tony Martucci, Cristina D'Avena - Luogo: Teatro Smeraldo (Milano) - Ospiti: il Gabibbo, Fichi d'India, Club Disney
- 2007 Coro: Piccoli Cantori di Milano diretto da Laura Marcora - Conducono: Tony Martucci, Cristina D'Avena - Luogo: Palalido - Ospiti: Geronimo Stilton, Mago Casanova - Media Partner: Mediaset Boing
- 2008 Coro: Coro Ambrogino d'oro composto da: Pueri Cantores di Veduggio, Minicoro Monterosso di Bergamo e I Monelli di Novate - Conducono: Tony Martucci, Cristina D'Avena - Luogo: Pala Sharp (Milano) - Ospiti: Geronimo Stilton - Media Partner: Tele Lombardia, La Radiolina - Cd: Carosello Records, Warner Music
- 2009 Coro: Coro Ambrogino d'oro composto da: Pueri Cantores di Veduggio, Piccolo Coro S.Benedetto di Brescia e I Monelli di Novate- Conducono: Tony Martucci, Cristina D'Avena  - Luogo: Pala Sharp Milano Ospiti: Geronimo Stilton - Media Partner: Tele Lombardia, La Radiolina - Cd: Carosello Records, Warner Music
- 2010 Coro: Coro Ambrogino d'oro composto da: Pueri Cantores di Veduggio, Minicoro Monterosso di Bergamo - Conducono: Tony Martucci, Susanna Messaggio
Luogo: Pala Sharp Milano Ospiti: Geronimo Stilton - Media Partner: 7 Gold - Cd: Fonola Records

Dal 2008 Tony Martucci ideatore della manifestazione, costituisce insieme a Luigi Frojo (Direttore Artistico della manifestazione) l' "Associazione culturale Ambrogino d'oro" allo scopo di:
1) offrire a bambini l'opportunità di esprimersi, divertirsi e di interagire tra loro.  La musica,  grazie alla universalità e alle emozioni che trasmette, risulta un importante mezzo idoneo a tale scopo, creando momenti di confronto,  crescita ed aggregazione nell'assoluto rispetto dei diritti sanciti dalla Legge Italiana nella tutela dei minori;
2) di stimolare la produzione da parte di autori e musicisti di canzoni per bambini (veicolo efficace per comunicare con i giovani) e di diffondere messaggi didattici,  educativi e culturali con testi atti a sottolineare momenti,  avvenimenti,  relativi ai tempi attuali, debitamente “vestiti” con melodie semplici, orecchiabili, originali anche con temi relativi anche alle identità e alle tradizioni;
L'Associazione che non ha scopo di lucro eredita il marchio e i titoli per organizzare la manifestazione con il patrocinio e il contributo del Comune di Milano.
Dal 2012 questa manifestazione non esiste più e, invece, a Sesto San Giovanni, si svolge il "Sestino d'Oro", con canzoni portate allo Zecchino d'Oro o all'Ambrogino d'Oro organizzato sempre dall'Associazione Ambrogino d'Oro.

## Canzoni delle ultime edizioni
- Ambrogino d'oro 2006

1. C'era un salice piangente di Walter Valdi, E. Sciorini
Cantano: Denise Juculano, Francesco Contreras, Sofia Parisotto, Barbara Zedda
2. Storia di 4 gatti di Capitani Antero, La Rossa Pietro
Cantano: Chiara Pezzimenti, Camilla Macchi, Costanza Romano
3. Pirolino di W. Valdi
Cantano: Anna Sofia Morini, Niccolo Serafico
4. Il puntino sulla "i"  di Arrigo Amadesi, Renato Martini, Danpa
Canta: Valeria Bonafede
5. L'esquimese freddoloso di Sessa Vitali, Della Giustina
Canta: Carlotta Broglia
6. I pennarelli di A. Ferrati, E. Magistero
Cantano: Francesca Quintana, Lucia Parisotto, Luca Marzoli, Naoka Ramatù, Arissa Sazaki, Vittoria Durazzano
7. 4 cow boy sulla lavagna di Marcora, Vaginè
Canta: Francesco Contreras
8. Le vocali canterine di Sessa Vitali, La Morgese
Cantano: Beatrice Piana, Anna Sofia Morini

- Ambrogino d'oro 2007

1. Tony il furetto di P. Bastioni, A. Bandel
Cantano: Barbara Zedda, Chiara Pezzimenti
2. Il mio orsetto Bill di F. Berrettoni, Dario Sgrò
Canta: Electra Donelli
3. Fattoria band di D. Calandra, Dario Sgrò
Cantano: Shania Kathapurmall, Nicole Carini
4. La soffitta della nonna Di L. Di Giacomo, G. Drudi
Canta: Massimo pierella
5. Dino e Tino di Depsa, S. Amato
Cantano: Edoardo Maria Argiro', Carlotta Broglia - 1° POSTO
6. O camomilla o ragù di E. Di Stefano, G. Fasano
Cantano: Francesco Contreras Mendo
7. I compiti di M. Gardini, C.M. Arosio
Canta: Lisa Zerbinati - 2° POSTO
8. Un mondo dal cuore più bambino di M. Gardini, C.M. Arosio
Cantano: Erika Lo Presti
9. Ho sognato di volare di M. Manasse, M. Mojana
Canta: Luca Marzoli
10. Io non ho voglia di andare a dormire di M. Manasse,  M. Mojana
Canta: Guglielmo Maria Argiro', Eleonora Contaldo
11. Un bel musino di V. Sessa Vitali, R. Pareti
Canta: Silvia Ripamonti
12. Il circo che non c'è di G. Taddei, M. La Porta
Cantano: Simone Allegranza, Lorenzo Bassani, Federica Maggioni, Camilla Macchi
13. È nata una canzone di G. Taddei, G. Bobbio
Cantano: Claudia Vergotti, Francesca Tiné, Bianca Vaienti, Chiara Pasquale
14. Braccio di ferro di F. Tanzi
Canta: Bernard Borio - 3° POSTO

- Ambrogino d'oro 2008

1. Se ci fosse il mare a Milano di G. Gardini
Cantano: Giada Vitali, Diana Miculi
2. La torta della pace di Dario Sgrò
Cantano: Francesca e Giada Schiavone
3. Regalateci un pianeta di Fossem
Cantano: Sara Sicchitiello, Chiara Boldrini
4. Il nonno dormiglione di G. Taddei, G. Bobbio
Cantano: Valeria Vecerina, Liudmila Loglisci, Naonet Chieppi
5. Egisto il concertista di A. Bandel
Cantano: Caterina Fassina, Tiziana Piccinini, Federico Malacart
6. Il mio superpapà di Gian Marco Gualandi
Cantano: Gregorio Barbieri, Francesca Sangalli - 1° POSTO
7. Tutti a scuola di L. Di Giacomo, G. Piazzola
Canta: Nicol Ann Rasonabe - 2° POSTO
8. Mamma è matematico di L. Feldmann, W. Di Gemma
Cantano: Costanza Candiani, Alice Scelfo - 3° POSTO e Premio della critica
9. Mi hanno messo l'apparecchio di R. Pareti
Canta: Damiano Dentella
10. La lavatrice ballerina di G. Taddei, G. Panariti, M. Biassoni
Cantano: Sara Carla Donegana, Laura Parmigiani
11. La zanzara di F. Tanzi, M. La Porta
Cantano: Diletta De Luca, Ginevra Carlone
12. La coda rosso e blu di R. Bandirali, C. Castellari
Cantano: Frans Taveras Gnaccarini, Silvia Turchiarulo

- Ambrogino d'oro 2009

1. Una notte speciale di S. Mantovani, M. Malatesta
Cantano: Sofia Grecchi e Luna Sgarietta
2. La dieta di M. Manasse, M. Mojana
Canta: Simone Consorti - Premio della Critica assegnato dal presidente di giuria Vince Tempera
3. Che disastro il bricolage di L. Saccol
Cantano: Ilaria Cavalieri e Chiara Pacchioni - 3° POSTO
4. L'orsetto rock di F. Grecchi
Cantano: Francesca Silvestro e Andrea Bertè - 1° POSTO
5. Tutti pazzi per la pizza di V. Sessa Vitali, C. Castellari
Cantano: Marco Vittone e Daniela Franco - 2° POSTO
6. Canto alla pace di F. Padovano, M. La porta
Cantano: Riccardo Zeno Zanda e Giulia Anastasio
7. Gli occhiali dello zio di G.P. Fontana
Cantano: Giulia Palermo e Silvia Tobaldini
8. Aggiungi un posto nel cuore di R. Trentadue
Canta: Kevin Rosario Ogando
9. Le matite colorate di Dario Sgrò
Cantano: Arianna Gatti e Camilla Agnelli
10. www.un mondo di amici.com di P. Angeli, G.M. Gualandi
Cantano: Arianna Gabbiadini e Francesca Pittatore
11. L'ombrello rosso e blu di M.L. Merlo, G. Bobbio
Canta: Giorgia Montevecchi https://www.youtube.com/watch?v=MaSJqP7nM8M
12. Bus Bus Piedibus di V. Bolani, G.P. Pendini
Canta: Erika Calcaterra

- Ambrogino d'oro 2010

1. Cioè di M. Gardini, C.M. Arosio
Canta: Laura Rizitiello 3° POSTO e PREMIO DELLA CRITICA
2. E chiamala pagella! di L. Saccol, G.P. Pendini
Canta: Vera Guzzetti
3. Pedala pedala di A. Pellai, G.P. Fontana
Canta: Marco Ingrao
4. Il prato dell'amore di W. Di Gemma, S. Parisini
Cantano: Noemy Mangiulli e Consuelo Muscas
5. Acqua vento terra sole di F. Grecchi, D. Tognocchi
Cantano: Mario Renier Zen e Giulia Losito 2°POSTO
6. C'era una volta di S. Bragonzi, A. Garaffa
Canta: Anastasia Villa
7. Nonno vigile di R. Trentadue
Canta: Bianca Poidomani
8. Caterina, la mucca canterina di Dario Sgrò, D. Calandra
Canta: Alessia Vargiu
9. Lo sciopero dell'acca di C. Spera, L. Natale
Cantano: Anna e Dario Maggi 1° POSTO
10. Bao-Baobab di V. Sessa Vitali, C. Castellari
Canta: Elisa Lamberti Boffelli
11. Polpettina di M.L. Merlo, G. Bobbio
Canta: Filippo Mella
12. Un grande giorno di M. Mazzoni, G. Di Maria
Canta: Giovanna Fierro

Sigle:
1. L'AMBROGINO D'ORO di T. Martucci - A. Anelli - F. Tanzi
Cantano: Francesca Sangalli di S. Stefano Ticino (MI) dei Pueri Cantores Veduggio ed Emanuele Scellato Seriate (BG) del Minicoro Monterosso di Bergamo con Martina Respina di Veduggio (MB) dei Pueri Cantores Veduggio
2. MAGICA NOTTE di T. Martucci - F. Graniero
Canta: Santi Briguglio di Rocca Lumera (ME)

- Ambrogino d'oro 2011

1. Buon compleanno Italia di Dario Sgrò, F. Berrettoni
Canta: Arianna Bellani 1° POSTO
2. Un boomerang di felicità di M. Gardini, L. Saccol
Canta: Tosca Pavan
3. La tiritera del te che ta tachet i tac di V. Bolani, G.P. Pendini
Canta: Anna Bassignani
4. Il naso di mio nonno di W. Di Gemma
Canta: Sara Kieu Rigamonti
5. Un sogno spaziale di A. Manzo, G. Amendola
Cantano: Syria Calogero, Irene Brighenti, Gloria Filang
6. Una chitarra magica di F. Grecchi
Canta: Chiara Valagussa
7. Canzone verde di T. Forti, C.M. Arosio
Cantano: Angelica Crippa e Laura Guida PREMIO DELLA CRITICA
8. La cornamucca di P. Angeli, G.M. Gualandi
Cantano: Michela Ceccotto e Jada Di Martino